# Horizons (álbum de Starset)
Horizons —en español: Horizontes— es el cuarto álbum de la banda estadounidense de rock alternativo Starset, fue lanzado el 22 de octubre de 2021 a través de Fearless Records.

## Lista de canciones
| N.º | Título                       | Duración |  |
| 1.  | «Unveiling the Architecture» | 1:45     |  |
| 2.  | «The Breach»                 | 4:20     |  |
| 3.  | «Otherworldly»               | 5:02     |  |
| 4.  | «Icarus»                     | 4:48     |  |
| 5.  | «Earthrise»                  | 4:56     |  |
| 6.  | «Leaving This World Behind»  | 4:27     |  |
| 7.  | «Devolution»                 | 5:09     |  |
| 8.  | «Annihilated Love»           | 4:44     |  |
| 9.  | «Alchemy»                    | 5:19     |  |
| 10. | «Disappear»                  | 5:53     |  |
| 11. | «This Endless Endeavor»      | 5:02     |  |
| 12. | «Symbiotic»                  | 3:23     |  |
| 13. | «Dreamcatcher»               | 4:53     |  |
| 14. | «Tunnelvision»               | 4:09     |  |
| 15. | «Infected»                   | 3:08     |  |
| 16. | «Something Wicked»           | 3:59     |  |

## Posicionamiento en lista
| Lista (2021)                            | Posición |
| --------------------------------------- | -------- |
| Estados Unidos (Top Album Sales)        | 27       |
| US Top Current Album Sales (Billboard)  | 23       |
| Estados Unidos (Top Alternative Albums) | 22       |
| Estados Unidos (Independent Albums)     | 32       |
| Estados Unidos (Top Rock Albums)        | 38       |
| US Top Hard Rock Albums (Billboard)     | 10       |
| UK Digital Albums (OCC)                 | 22       |
| Reino Unido (UK Rock & Metal Albums)    | 28       |

## Personal
Starset
- Dustin Bates – voz principal
- Jasen Rauch – guitarra, bajo
- Isaiah Perez – batería

Músicos adicionales
- Lester Estelle – batería en «Disappear» e «Infected»
- Joe Rickard, Alex Niceforo – programación
- Garrison Turner – programación adicional en «The Breach», «Dreamcatcher» y «This Endless Endeavor»